# 普莱努瓦 (上马恩省)
普莱努瓦（法語：Plesnoy，法語發音：[plɛnwa]）是法国上马恩省的一个市镇，属于朗格勒区。

## 地理
普莱努瓦（47°53'30"N, 5°29'52"E）面积9.03 平方千米，位于法国大東部大區上马恩省，该省份为法国东北部内陆省份，北起马恩省和默兹省，西接奥布省，西南接科多尔省，东南接上索恩省，东临孚日省。
与普莱努瓦接壤的市镇（或旧市镇、城区）包括：巴西尼地区昂迪伊、塞尔苏瓦、上阿芒斯、巴西尼地区马西伊、奥尔比尼欧蒙、普瓦瑟勒。

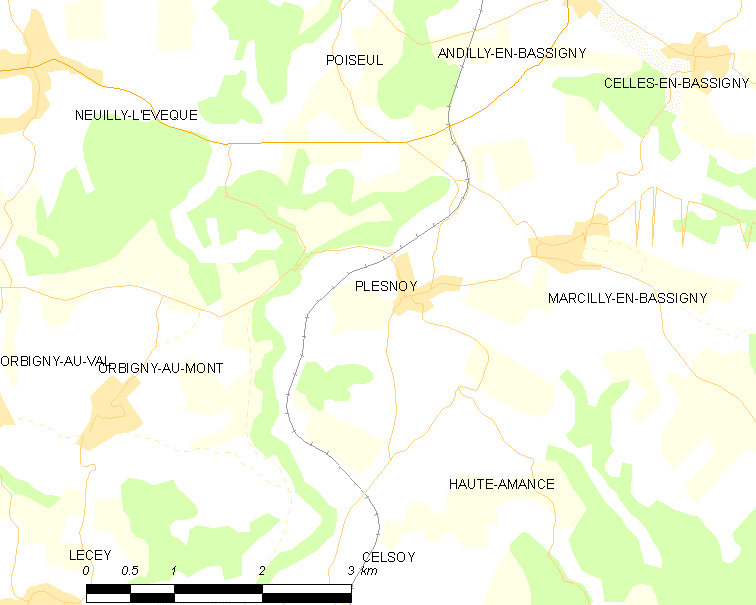
的OSM定位图

普莱努瓦的时区为UTC+01:00、UTC+02:00（夏令时）。

## 行政
普莱努瓦的邮政编码为52360，INSEE市镇编码为52392。

## 政治
普莱努瓦所属的省级选区为诺让县。

## 人口

1962-2008年间人口变化图示

普莱努瓦于2022年1月1日时的人口数量为109人。